# 三本松インターチェンジ
三本松インターチェンジ（さんぼんまつインターチェンジ）は、福岡県筑紫野市大字古賀にある鳥栖筑紫野道路のインターチェンジである。

## 道路
- 鳥栖筑紫野道路

## 接続する道路
- 佐賀県道・福岡県道137号基山平等寺筑紫野線

## 周辺
- 福岡県道7号筑紫野インター線
- 福岡県道31号福岡筑紫野線（通称「5号線」）
- 九州自動車道 - 筑紫野インターチェンジ

- JR九州・天拝山駅
- 西鉄・朝倉街道駅

## 隣
鳥栖筑紫野道路
立明寺IC - 三本松IC - 武蔵交差点(終点)